# 徐光 (建築家)
徐光（じょこう）は、日本の建築家、構造家。NPO法人「PC-ARTS」理事。

## 略歴
- 1990年　日本大学理工学部建築学科研究生修了（斉藤公男研究室）
- 1990年-1995年　構造設計集団(SDG)所属
- 1995年　構造設計事務所ジェー・エス・ディー設立

## 受賞歴
- 1996年　中野坂上開発事業 サンブライトツイン で日本建築学会賞作品選奨
- 2000年　工学院大学 八王子校舎 で、日本建築学会作品選奨
- 2004年　韓国釜山エコセンター国際設計競技1等入選
- 2004年　湊コーポラティブハウス-バンドハウス でグッドデザイン賞建築デザイン部門
- 2005年　「JYU－BAKO」で、PC技術協会作品賞
- 2005年　美しが丘集合住宅-Links で、神奈川建築コンクール特別賞
- 2006年　「アルミニウムハウス」で、第1回日本構造デザイン賞
- 2006年　K・Bビル で第7回日本建築家協会環境建築賞一般建築部門入賞北海道知事賞オフィス賞
- 2007年　誠修高等学校90周年記念体育館 で、第19回福岡県美しいまちづくり　優秀賞
- 2009年　「いちとにぶんのいちview」で、PC技術協会 作品賞
- 2009年　日本建築学会（東北）建築デザイン発表会　顕彰 テーマ部門「建築構造をどうつくるか－設計・生産をめぐって」
- 2010年　第21回JSCA賞　業績賞 「プレストレストコンクリート（PC）構造の普及活動と技術の展開」
- 2011年　「青葉ヒルズ」で、東京建築賞 一般二類部門 優秀賞
- 2012年　「高松丸亀町アーケード」で、平成23年度高松市美しいまちづくり賞　受賞
- 2012年　「熊本学園付属敬愛幼稚園」で、第6回キッズデザイン賞　子どもの未来デザイン　クリエイティブ部門
- 2013年　「みのる認定子ども園」で、第7回キッズデザイン賞　子どもの未来デザイン　感性・創造性部門
- 2014年　「みどり認定子ども園」で、第8回キッズデザイン賞　子どもの未来デザイン　感性・創造性部門
- 2015年　「今寺保育園」で、第9回キッズデザイン賞　子どもの未来デザイン　感性・創造性部門
- 2016年　「どろんこ保育園」で、第10回キッズデザイン賞　子どもの未来デザイン　感性・創造性部門
- 2017年　「龍の子認定こども園」で、静岡県建設業協会　建設もの創り大賞　建築部門　最優秀賞
- 2017年　「中央三丁目再開発ビル」で、全国市街地再開発協会　市街地再開発等功労者賞
- 2017年　「a-blanc」で、東京建築賞　共同住宅部門　最優秀賞